# 罗店镇 (汝南县)
罗店镇，是中华人民共和国河南省驻马店市汝南县下辖的一个乡镇级行政单位。

## 行政区划
罗店镇下辖以下地区：
罗东社区、罗西村、老村、大李村、张庄村、邢桥村、王桥村、小王寺村、双庙村、施庄村、尤庄村、杨楼村、张竹园村、李岗村、六合村、别桥村和袁庄村。